# ロスイバネス
ロスイバネス (Los Ybanez) は、アメリカ合衆国テキサス州ドーソン郡の市 (city)。2020年の国勢調査における人口は、28人であった。

## 地理
ロスイバネスは、北緯32度43分5秒 西経101度55分9秒 / 北緯32.71806度 西経101.91917度 (32.717986, –101.919052) に位置している。
アメリカ合衆国国勢調査局によれば、この市の総面積は0.1平方マイル (26 ha)で、すべて陸域となっている。

## 歴史
ロスイバネスは、1970年代後半に創設への動きが進み、正式には1983年に市制が敷かれたが、これは、度数の高いアルコール飲料の販売を規制していたテキサス州において、地域的な販売を合法化するために小規模な基礎自治体を創設するという動きのひとつであった。こうして創られた自治体は、面積が小さく、規模がずっと大きい町や市に隣接しているのが普通であった。他の事例としては、アビリーン近郊のインパクトや、モナハンス近郊のオービット (Orbit) があった。
テキサスの州法は、254郡すべてを基本的に「ドライ (dry)」な、すなわち度数の高い酒類の販売が許されていない地域と定めている。ただし、各地域の地方政府は「ローカル・オプション (local option)」と称される選挙を通じて、販売を認めることもできるとされている。テキサス州の西側半分は、一般的に、また歴史的にも「ドライ」とされているが、大都市圏の成長とともに、多くの地域でクラブにおける蒸留酒類の提供が認められており、また一部では店舗での販売も認められている。
ロスイバネスは、イスラエル・G とメアリ・イバネス (Israel G. and Mary Ybanez) 夫妻の一家が創建した。イバネス家は、テキサス州内のいずれの町 (town) の領域にも属していない土地の所有権を、第二次世界大戦後にアメリカ合衆国連邦政府から取得した。この土地は、かつては、隣接するグライダー基地に付属する、軍事教練期間中の兵員のための兵舎の敷地であった。一家の面々は、この土地に移り住み、建物を占拠して、居住権を獲得した。その後、彼らは町を創建し、郵便局も設け、種類販売を合法化した。この酒販店は今日も存続しており、ドライブスルー形式専門で運営されており、支払いは現金払いに限られている。
イバネス家は、地元のラジオ局も開設し、最初は KYMI、後には KJJT として、酒販店を広告する媒体としている。KYMI は、当初 107.9MHz で開局し、1996年にオデッサのラジオ局が出力増強をした際に、98.5MHz へ移行した。この周波数の移行に際し、KYMI は新しい送信機やアンテナの設置費用を見返りとして受け取った。

## 人口
2000年アメリカ合衆国国勢調査の時点で、当地には、人口 32人、10世帯、9家族がいた。人口密度は365.1 inhabitants per square mile (141.0/km2)であった。住宅戸数は 12戸で、平均戸数密度は136.9 per square miles (52.9/km2)であった。この市の人種構成は、白人 50.00%、アフリカ系アメリカ人 6.25%、その他の人種 21.88%、2つ以上の人種の混交 21.88%であった。人種を問わず、ヒスパニックないしラティーノは、人口の 75.00% を占めている。
10世帯のうち、40.0% には、18歳未満の子どもがおり、60.0% は既婚の夫婦が同居する世帯であり、20.0% は、夫が不在の女性世帯主の世帯で、10.0% が家族ではない世帯である。全世帯の 10.0% は個人の単身世帯で、10.0% は65歳以上の高齢者の単身世帯である。世帯構成員数の平均は 3.20人、家族の構成員数の平均は 3.44人である。
この市の年齢階層別人口構成は、18歳未満 31.3%、18歳から24歳 12.5%、25歳から44歳 21.9%、45歳から64歳 31.3%、65歳以上 3.1% であった。年齢中央値は 27歳であった。女性100人に対する男性数は100.0人であった。18歳以上に限ると、女性100人に対する男性数は 83.3人であった。
この市の世帯収入の中央値は $11,250、家族収入の中央値は $11,250 であった。男性の収入の中央値は $9,750 だったのに対し、女性は $0 であった。この市の1人当たりの所得は $22,324 であった。家族総数の 50.0%、また人口の 56.8% は、貧困線を下回る生活をしており、18歳未満の 100.0%、64歳以上の 0% がこれに該当している。

## 教育
ロスイバネス市は、ラミーサ独立学校区の管轄に入っている。